# 志賀眞津子
志賀 眞津子（しが まつこ、1925年10月5日 -没年不明 ）は、日本の女優。志賀真津子の表記もある。本名：枝川高子（旧姓：後藤）。さち子プロ所属。

## 来歴
東京市神田区生まれ。
都立高等家政女学校を経て、1944年に東京YWCA家政部を卒業。終戦の翌年の1946年、疎開先から東京都内に生まれて間もない子供と共に帰ってくる。夫は疎開先で亡くなっている。その後、亡夫の家族と生活していたが、自立を考え、好きだった演劇の道に進むことを決意する。義父が作家の志賀直哉と親しく、女優になることを志賀直哉に相談したところ、小津安二郎監督を紹介される。志賀直哉が名付け親になり、芸名を「志賀眞津子」とする。松竹大船撮影所に小津監督を訪ね、撮影所の中庭で小津監督からカメラテストを受けた。
1950年、松竹演技課に入所。翌1951年、小津監督の映画『麦秋』で本格的にデビューする。以降、複数の小津監督作品をはじめ、数々の映画・テレビドラマに出演。
後年、女優業と共に、校正を学び出版社のアルバイトもしていたという（詳細時期は不明）。
1975年12月25日、枝川弘監督と再婚。2010年7月10日、夫の枝川と死別（枝川は93歳だった）。
2010年11月から12月まで放送されたフジテレビ系昼ドラマ『花嫁のれん』に出演し、女優として健在ぶりを示している。

## 出演

### 映画
- 女性三重奏（1950年、松竹）
- 奥様に御用心（1950年、松竹）
- 麦秋（1951年、松竹）
- あわれ人妻（1951年、松竹）
- 我が家は楽し（1951年、松竹）
- お茶漬の味（1952年、松竹）
- 妻の青春（1953年、松竹）

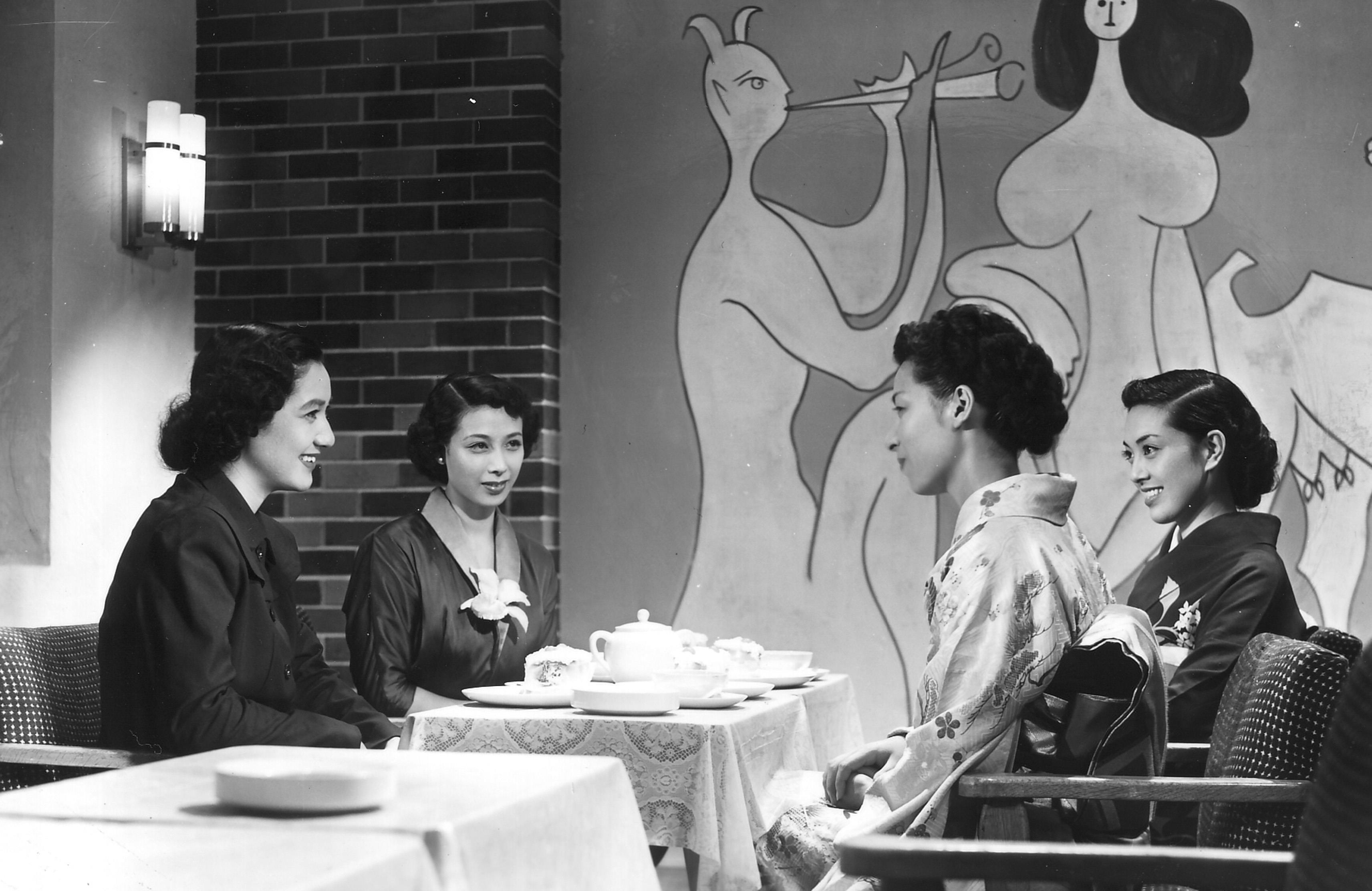
『麦秋』(1951年) 。左から原節子, 淡島千景, 志賀眞津子, 井川邦子。

- 「めでたい風景」より　新婚天気図（1954年、松竹）
- 君に誓いし（1954年、松竹）
- 亡命記（1955年、松竹）
- 次郎物語（1955年、新東宝）
- 悪魔の顔（1957年、松竹）
- 家庭教師と女生徒（1957年、松竹）
- 眼の壁（1958年、松竹）
- オンボロ人生（1958年、松竹）
- 黒い花粉（1958年、松竹）
- 続・禁男の砂（1958年、松竹）
- 恋愛裁判（1959年、松竹）
- ある落日（1959年、松竹）
- いたづら（1959年、松竹）
- 斑女（1961年、松竹）
- 流し雛（1962年、松竹）
- 東京湾（1962年、松竹）
- 求人旅行（1962年、松竹）
- 九ちゃん音頭（1962年、松竹）
- あの橋の畔で・第2部（1962年、松竹）
- 秋刀魚の味（1962年、松竹）
- あの人はいま（1963年、松竹）
- 危い橋は渡りたい（1963年、松竹）
- 五瓣の椿（1964年、松竹）
- 嘘は底抜け（1964年、松竹）
- 戦場の野郎ども（1964年、松竹）
- この空のある限り（1964年、松竹）
- 俺たちの恋（1965年、松竹）
- 暖春（1966年、松竹）
- 紀ノ川（1966年、松竹）
- 恋と涙の太陽（1966年、松竹）
- 男の顔は履歴書（1966年、松竹）
- 火の太鼓（1966年、松竹）
- 激流（1967年、松竹）
- 花の宴（1967年、松竹）
- 夜のひとで（1967年、松竹）
- 初恋宣言（1968年、松竹）
- スクラップ集団（1968年、松竹）
- 喜劇 大激突（1969年、松竹）
- 男はつらいよ（1969年、松竹）
- 海はふりむかない（1969年、松竹）
- 日も月も（1969年、松竹）
- 美空ひばり・森進一の花と涙と炎（1970年、松竹）
- 冠婚葬祭入門　新婚心得の巻（1971年、松竹）
- 必殺仕掛人 梅安蟻地獄（1973年、松竹）
- はだしの青春（1975年、松竹）
- 八つ墓村（1977年、松竹）
- 皇帝のいない八月（1978年、松竹）
- 配達されない三通の手紙（1979年、松竹）
- アニメちゃん（1984年、松竹）

### テレビドラマ
- 何処へ（1966年 - 1967年、NTV）
- 日高川（1967年、NTV）
- 愛のうず潮（1968年、NET（現・テレビ朝日））
- 丸太と包丁（1968年 - 1969年、NTV）
- おやじ太鼓 第53話（1969年、TBS） - バーの客
- 女の顔（1971年、12CH（現・テレビ東京））
- おれは男だ!（1971年 - 1972年、NTV）
- 青春をつっ走れ（1972年、CX）
- あしたに駈けろ!（1972年、CX）
- 特捜記者 犯罪を追え（1974年、KTV）
- 霧の影（1974年、TBS）
- 平家伝説（1975年、TBS）
- 結婚前夜シリーズ 第1回 婚前旅行（1976年、TBS）
- 刑事くん4（1976年、TBS）
- 冬の桃（1977年、NHK）
- 女ひとり（1977年、CX）
- 黄金の日日（1978年、NHK大河ドラマ）第25回『飢餓地獄』- 侍女
- 白衣の姉妹（1978年、TBS）
- 瀬戸の花嫁（1978年、CX）
- 熱い嵐（1979年、TBS）
- 襤褸と宝石（1980年、NHK）
- わが母は聖母なりき（1980年、TBS）
- 87分署シリーズ 裸の街（1980年、CX）
- 関ヶ原（1981年、TBS）
- トラックかあちゃん（1983年、TBS）
- そして戦争が終った（1985年、TBS）
- 俺と姉貴（1987年、TBS）
- 雪の成人式（1989年、TBS）
- 祭りの記憶（1994年、NTV）
- 春よ、来い（1994年 - 1995年、NHK連続テレビ小説）
- 女の言い分（1994年、TBS）
- おいしい関係（1996年、CX）
- 火曜サスペンス劇場（NTV）
  - 運命の女（1997年）
  - 15年目の夏 時効寸前の殺人逃亡犯の妹をかくまう姉の真意（2001年）
- 金曜エンタテイメント（CX）
  - 浅見光彦シリーズ4　津和野殺人事件（1997年）
  - あゝ離婚式（2004年）
- 聖者の行進（1998年、TBS）
- 土曜ワイド劇場（ANB）
  - 牟田刑事官事件ファイル24 阿波鳴門うず潮の殺意（1998年）
  - 西村京太郎トラベルミステリー33 秋田新幹線こまち殺人事件（1999年）
  - 変装婦警の事件簿2（2001年）
- P.A.（1998年、NTV）
- 月曜ドラマスペシャル（TBS）
  - 西伊豆人情ツアー御手洗華子の事件日誌（1999年）
  - 弁護士迫まり子の遺言作成ファイル2　時効（2000年）
- おばあちゃま、壊れちゃったの?（2000年、ANB）
- 別れる2人の事件簿（2000年、ANB）
- 女と愛とミステリー（TX）
  - 森繁久彌サスペンス 小池真理子の「鍵老人」（2001年）
- 3年B組金八先生 第6シリーズ（2001年 - 2002年、TBS）
- 大好き!五つ子4（2002年、TBS系愛の劇場）
- 救命病棟24時 第3シリーズ 第8話（2005年、CX）- 江畑絹代 役
- 花嫁のれん（2010年、CX系）